# Вольная борьба на летних Олимпийских играх 1932 — до 66 кг
Соревнования по вольной борьбе в рамках Олимпийских игр 1932 года в лёгком весе (до 66 килограммов) прошли в Лос-Анджелесе с 1 по 3 августа 1932 года в Grand Olympic Auditorium.
Турнир проводился по системе с начислением штрафных баллов. За чистую победу штрафные баллы не начислялись, за победу по очкам борец получал один штрафной балл, за поражение — три штрафных балла. Борец, набравший пять штрафных баллов, из турнира выбывал. Тот круг, в котором число оставшихся борцов становилось меньше или равно количеству призовых мест, объявлялся финальным, и борцы, вышедшие в финал, проводили встречи между собой. В случае, если они уже встречались в предварительных встречах, такие результаты зачитывались. Схватка по регламенту турнира продолжалась 15 минут.
В полулёгком весе боролись 8 участников. Явным фаворитом был один из величайших борцов Кустаа Пихлаямяки , чемпион игр 1924 года и вице-чемпион игр 1928 года, девятикратный чемпион Европы. К всеобщему удивлению, Пихлаямяки уступил в первой же встрече американцу Мелвину Клодтфельтеру, имевшему в активе лишь одно чемпионское звание в США по версии NCAA, а затем в третьем круге выбыл из борьбы. Но и сам Клодтфельтер во втором круге был побеждён, и в третьем ему требовалась только чистая победа для продолжения борьбы. Во встрече с венгерским борцом Карой Карпати он смог этого добиться, но результат встречи был аннулирован. В новой встрече с Карпати, американец смог победить лишь по очкам, и выбыл из соревнований, тогда как Карпати продолжил турнир. В это время серебряный медалист игр 1928 года француз Шарль Паком спокойно прошёл до финала, выигрывая всех соперников, а в финале победил Карпати. Третье место занял выбывший в четвёртом круге Густаф Кларен

## Призовые места
- Шарль Паком
- Карой Карпати
- Густаф Кларен

## Первый круг
| Штрафных баллов | Участник 1          | Результат   | Участник 2        | Штрафных баллов |
| --------------- | ------------------- | ----------- | ----------------- | --------------- |
| 1               | Густаф Кларен       | По очкам    | Хови Томас        | 3               |
| 1               | Мелвин Клодтфельтер | По очкам    | Кустаа Пихлаямяки | 3               |
| 0               | Карой Карпати       | Туше (6:18) | Эитаро Судзуки    | 3               |
| 1               | Шарль Паком         | По очкам    | Освальд Кяпп      | 3               |

## Второй круг
| Штрафных баллов | Участник 1        | Результат   | Участник 2          | Штрафных баллов |
| --------------- | ----------------- | ----------- | ------------------- | --------------- |
| 1               | Густаф Кларен     | Туше (7:45) | Мелвин Клодтфельтер | 4               |
| 4               | Кустаа Пихлаямяки | По очкам    | Хови Томас          | 6               |
| 1               | Шарль Паком       | Туше (3:44) | Эитаро Судзуки      | 6               |
| 1               | Карой Карпати     | По очкам    | Освальд Кяпп        | 6               |

## Третий круг
| Штрафных баллов | Участник 1          | Результат    | Участник 2    | Штрафных баллов |
| --------------- | ------------------- | ------------ | ------------- | --------------- |
| 5               | Кустаа Пихлаямяки   | По очкам     | Густаф Кларен | 4               |
| 4               | Мелвин Клодтфельтер | Туше (13:27) | Карой Карпати | 4¹              |
| 5               | Мелвин Клодтфельтер | По очкам     | Карой Карпати | 4               |
| 1               | Шарль Паком         | Пропускал    |               |                 |

¹Результат встречи аннулирован. Была назначена повторная встреча.

## Четвёртый круг
| Штрафных баллов | Участник 1  | Результат | Участник 2    | Штрафных баллов |
| --------------- | ----------- | --------- | ------------- | --------------- |
| 2               | Шарль Паком | По очкам  | Густаф Кларен | 7               |

## Финал
| Штрафных баллов | Участник 1  | Результат | Участник 2    | Штрафных баллов |
| --------------- | ----------- | --------- | ------------- | --------------- |
| 2               | Шарль Паком | По очкам  | Карой Карпати | 7               |